# Helen Stevenson Meyner

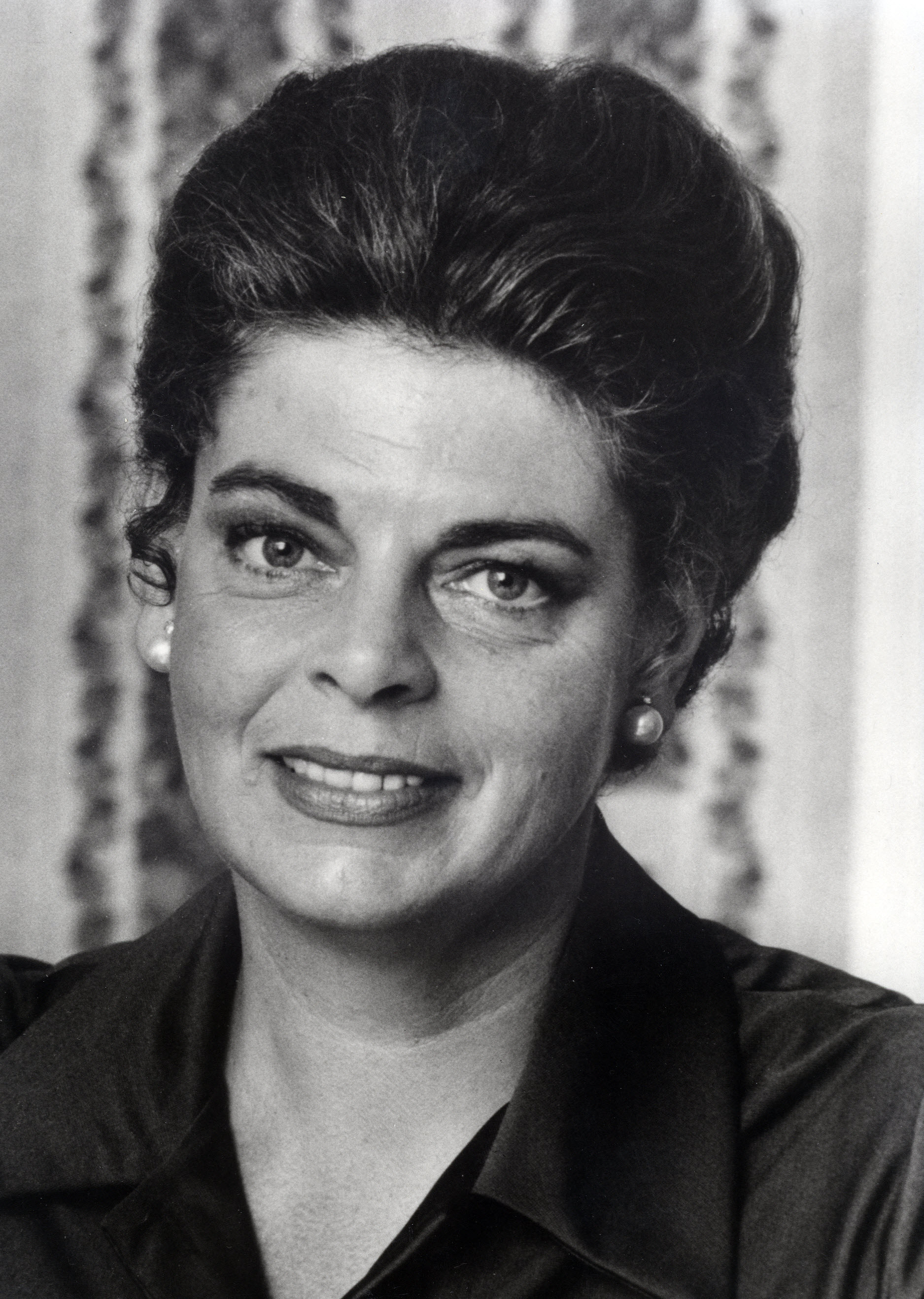
Helen Stevenson Meyner

Helen Day Stevenson Meyner (* 5. März 1929 in New York City; † 2. November 1997 auf Captiva Island, Florida) war eine US-amerikanische Politikerin. Zwischen 1975 und 1979 vertrat sie den Bundesstaat New Jersey im US-Repräsentantenhaus.

## Werdegang
Helen Meyner wurde als Helen Stevenson geboren. Ihr Vater William Stevenson (1900–1985) war einer der 4-mal-400-Meter-Staffel Goldmedaillengewinner bei den Olympischen Spielen von 1924 und wurde später US-Botschafter auf den Philippinen. Sie besuchte bis 1946 die Rosemary Hall High School in Greenwich (Connecticut); danach absolvierte sie im Jahr 1950 das Colorado College in Colorado Springs. Dann heiratete sie den Gouverneur von New Jersey, Robert B. Meyner. Von 1950 bis 1952 arbeitete sie für das Rote Kreuz. In den folgenden Jahren verfasste sie Zeitungsartikel. Außerdem war sie Fernsehjournalistin.
Politisch wurde Helen Meyner Mitglied der Demokratischen Partei. 1972 kandidierte sie noch erfolglos für den Kongress. Bei den Kongresswahlen des Jahres 1974 wurde sie dann aber im 13. Wahlbezirk von New Jersey in das US-Repräsentantenhaus in Washington, D.C. gewählt, wo sie am 3. Januar 1975 die Nachfolge des Republikaners Joseph J. Maraziti antrat. Ihr Wahlsieg war auch auf die Watergate-Affäre zurückzuführen, die den Republikanern schadete. Nach einer Wiederwahl konnte sie bis zum 3. Januar 1979 zwei Legislaturperioden im Kongress absolvieren. Im Jahr 1978 unterlag sie Jim Courter.
Nach dem Ende ihrer Zeit im US-Repräsentantenhaus war Helen Meyner im Jahr 1980 noch Delegierte zur Democratic National Convention in New York, auf der Präsident Jimmy Carter zur Wiederwahl nominiert wurde; danach zog sie sich aus der Politik zurück. Nach dem Tod ihres Mannes im Jahr 1990 zog sie nach Florida. Dort starb sie im November 1997 auf der Insel Captiva Island.